# سياسة ماليزيا

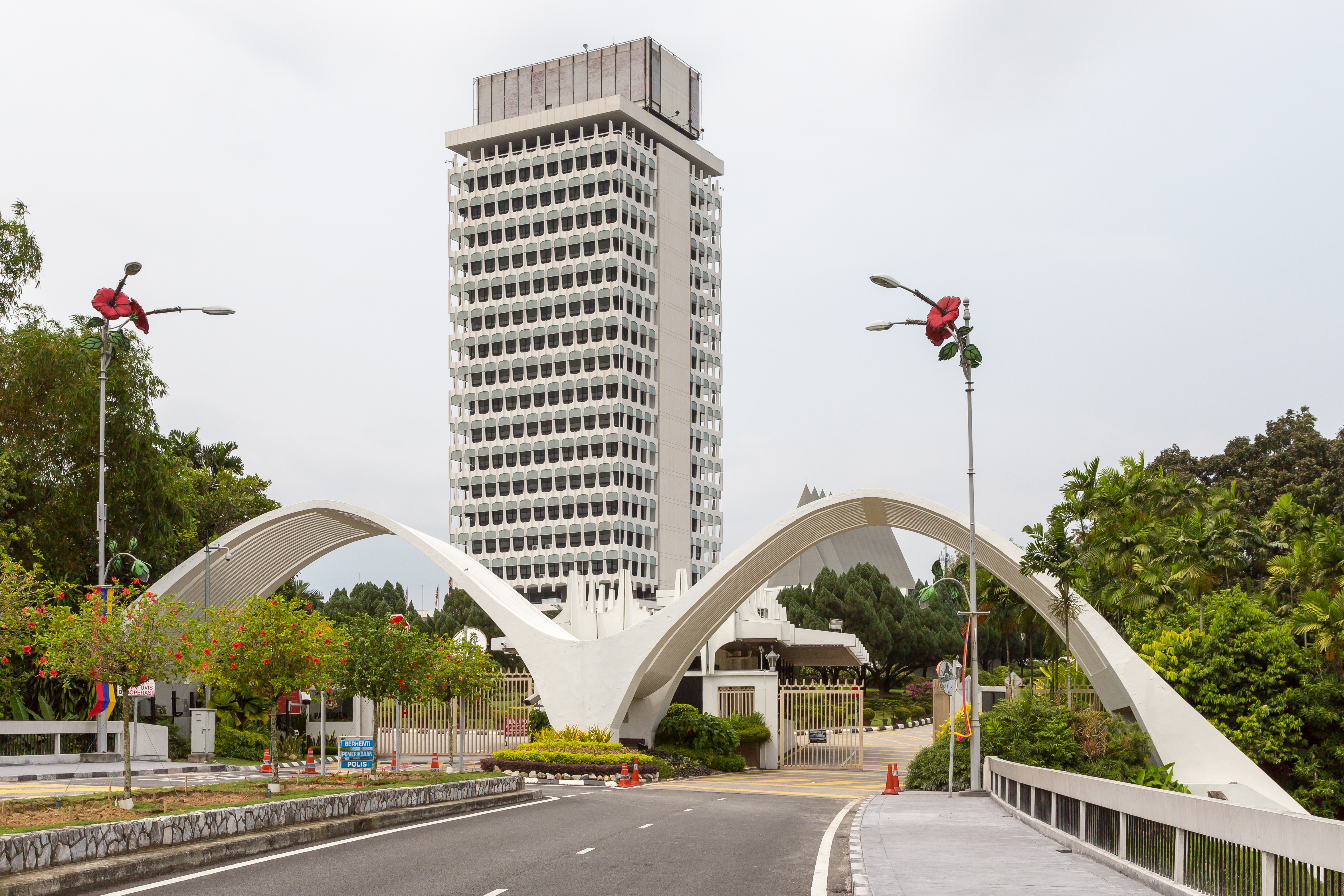
كوالالمبور، ماليزيا: مبنى البرلمان الماليزي (البرلمان)

تعمل سياسة ماليزيا ضمن إطار مَلَكية دستورية ديمقراطية تمثيلية فدرالية اتحادية، إذ يُعدّ «اليانغ دي-برتوان أغونغ» بمثابة رأس الدولة، ويعتبر رئيس وزراء ماليزيا رئيس الحكومة. تُمارس السلطة التنفيذية من قبل الحكومة الفدرالية وحكومات الولايات الثلاث عشرة. تُناط السلطة التشريعية الاتحادية بالبرلمان الاتحادي والمجالس التشريعية للولايات الثلاثة عشرة. إنَّ السلطة القضائية مستقلة عن السلطة التنفيذية والسلطة التشريعية، مع ذلك تتمتع السلطة التنفيذية بمستوى محدد من السلطة في تعيين القضاة في المحاكم.
إنَّ دستور ماليزيا مُقنَّن ويستند نظام الحكم إلى نظام وستمنستر. ينصّ التسلسل الهرمي للسلطة في ماليزيا، وفقًا للدستور الفدرالي، إلى الفروع الثلاثة للحكومة الماليزية (المكونات الإدارية) التي تتألف من السلطة التنفيذية والقضائية والتشريعية. إذ يتكون البرلمان من ديوان نيغارا (المجلس الأعلى/مجلس الشيوخ) وديوان راكيات (المجلس الأدنى/مجلس النواب).
تتمتع ماليزيا بنظام متعدد الأحزاب منذ الانتخابات المباشرة الأولى للمجلس التشريعي الفدرالي في ملايو في عام 1955 والتي جرت على أساس النظام الانتخابي «الأفضلية للأكثر أصواتًا». تمثّل الحزب الحاكم بحزب التحالف الائتلافي (بالملايوية: بارتي بيريكاتان) ثمَّ خَلَفَهُ ائتلاف باريسان ناسيونال (الجبهة الوطنية) من عام 1973 فما بعد. خدمت حكومة الجبهة الوطنية باريسان ناسيونال (بي إن) إلى جانب سلَفها السابق لمدة 61 عامًا، إذ اعتُبرت واحدة من أطول الحكومات خدمةً في العالم وانتهى ذلك بفقدها السلطة لصالح ائتلاف تحالف الأمل (باكاتان هارابان) (بي إتش) في الانتخابات العامة الرابعة عشرة التي أجريت في 9 مايو عام 2018.
يتألف تحالف الأمل حاليًا من حزب العمل الديمقراطي (داب) وحزب العدالة الشعبية (بي كي آر) وحزب الأمانة الوطنية (أمانة) وحزب اتحاد السكان الأصليين (بيرساتو) مع حزب حفظ التراث (واريسان) وحزب منظمة شعب كينابالو التقدُّمي المتحد (اوبكو) كشريك للثقة والإمداد. بينما تضمّ صفوف المعارضة بالدرجة الأولى ائتلاف الجبهة الوطنية (بي إن) والحزب الإسلامي الماليزي (باس) وتحالف جبهة ساراواك الوطني وحزب التحالف الشعبي (جي بي إس) وحزب ساراواك الاتحادي الشعبي (بي إس بي) وأحزابًا صغرى أخرى.
رغم أن السياسة الماليزية قد شهدت استقرارًا نسبيًا، فقد زعم العديد من النقّاد أن «الحكومة والحزب الحاكم والإدارة في تشابك مع عدد قليل من القوى المعارضة» لكن بعد الانتخابات العامة الرابعة عشرة، وعدت الحكومة الماليزية الجديدة بتطبيق حرية الإعلام والصحافة.
في عام 2016  صُنِّفت ماليزيا على أنها «ديمقراطية معيبة» من قِبل وحدة الاستخبارات الاقتصادية. ومع ذلك، فقد احتلَّت ماليزيا المركز الثاني لقائمة «دولة العام» في مجلة الإيكونومِست لعام 2018 جرّاء النقل السلمي للسلطة في أعقاب الانتخابات العامة الرابعة عشرة، وتُعزى خسارتها للمركز الأول بشكل جزئي لممانعة مهاتير محمد في تخفيف السياسة العنصرية والعرقية المثيرة للشقاق في البلاد، أو تسليم السلطة، كما هو متفق عليه، إلى أنور إبراهيم.

## لمحة تاريخية

### التطورات الباكرة
نشأت الحركات السياسية الباكرة المنظمة في ماليزيا على أساس المجموعات الإقليمية والعرقية ولم تكن أحزابًا سياسية بالمعنى الحديث. إذ كانت عبارة عن تحالفات غير مضبوطة لمجموعات المصالح الخاصة والأفراد المهتمين بشكل أساسي بالرفاه والتقدم الاجتماعي والإصلاح الديني ضمن مجتمعات شعوب الملايو المسلمة، على غرار مجموعات المصالح الخاصة ومنظمات المجتمع المدني الحالية.

### المصلحون الدينيون
لعب المصلحون الدينيون دورًا كبيرًا بتطوير ونشر الأفكار عبر الصحف والمجلات الدورية مثل صحيفة «الإمام» المنشورة في سنغافورة من قبل طاهر جلال الدين بين عامي 1906- 1908 وصحيفة «المنير» التي نشرها عبد الله أحمد بين عامي 1911 - 1916 في بينانغ. وقد تأثرت تلك الصحف بدورها بصحيفة الإصلاح الإسلامي المصرية «المنار» التي نُشِرت في القاهرة من قبل راشد رضا بين عاميّ 1898 - 1936. في حين عُنيت تلك المنشورات  بالدين الإسلامي بالمقام الأول، فقد تطرقت أيضًا إلى الظروف الاجتماعية والسياسية والاقتصادية للماليزيين.
من أوائل تلك الحركات كانت جمعية الأمل الجديد (أو اتحاد أمل الشباب - بالملايوية: بيرسِكوتوان بينغيرابن بليا) التي تأسست في جوهور باهرو في عام 1916. في 14 سبتمبر 1923، أُنشِئت حركة في جامعة الأزهر في القاهرة – مصر عُرِفت باسم «الجمعية الخيرية لطلاب الأزهرية الجاوية» من قبل طلاب من ملايو البريطانية وجزر الهند الشرقية الهولندية (أعيدت تسميتها في عام 1937 إلى اتفاقية مالايا أندونيسيا أو برهيمبونان أندونيسيا مالايا؛ بيربيندوم) وقد ضمّت الحركة بشكل أساسي الطلاب المتأثرين بحركة الأتراك الشباب والإخوان المسلمين لاحقًا، إذ شجعت الحركة الحوار السياسي والديني المقصود والمتعمد عبر دوريات مثل عثمان عبد الله سيروان الأزهر (صوت الأزهر) وبيلهان تيمور (الخيار الشرقي).

### نقابات المعلمين
شكلّ معهد سلطان إدريس لإعداد المعلِّمين في بلدة تانجونغ ماليم أرضاً خصبة لتبادل الأفكار، إذ مهّد تأسيس رابطة مُعلِّميّ سيلانغور ملايو (بالملايوية: بيرساتوان غورو-غورو ميلايو سيلانغور) في عام 1921 من قبل محمد يوسف، الطريق لإنشاء منظمات مماثلة في ولايات ملايو الموحدة الأخرى، بالإضافة لمجلة عُرِفت باسم مجلة غورو (مجلة المعلم) نُشِرت في عام 1923. أتاحت هذه المجلة مناقشة القضايا الاجتماعية والاقتصادية الأوسع بالإضافة إلى القضايا السياسية، ما جعلها أحد العوامل المؤثرة في تطور القومية الملاوية.

#### جمعيات المساعدة الذاتية
عملت العديد من جمعيات المساعدة الذاتية مثل شركة ماهاراني في بلدة موار في ولاية جوهر وجمعية تحسين الحياة (بالملايوية: سريكات بيمبيكان هيدوب) التي نظّمها محمد يونس عبد الله من حزب اتحاد ملايو السنغافوري (بالملايوية: كيساتوان ملايو سنغافورا) على تأسيس تعاونيات وكميونات تحسين الظروف الاجتماعية والاقتصادية لفلاحي الملايو وأصحاب الحيازات الصغيرة. استخدموا أيضًا الصحف والدوريات مثل شركة ماهاراني التي نشرت صحيفة بيرجامبايان ملايو (تقارب ملايو) بهدف نشر الأفكار وتشجيع الحوار حول القضايا المتعلقة بالظروف الاجتماعية والسياسية والاقتصادية لشعب الملايو.

## الملك
يُلقّب ملك ماليزيا أو العاهل باسم يانغ دي-برتوان أغونغ (YDPA)، ويشار إليه عادة باسم الحاكم الأعلى في ماليزيا. تُعتبر ماليزيا مَلَكية دستورية انتخابية، ويجري اختيار يانغ دي-برتوان أغونغ لولاية خمس سنوات من بين السلاطين التسع في ولايات ملايو. أمّا الولايات الأربع الأخرى دون الملك العاهل، فيحكمها المحافظون. يشكل السلاطين التسعة سويًّا مع المحافظين الأربعة مؤتمر الحكام الذين ينتخبون اليانغ دي-برتوان أغونغ. يجري اختيار المنصب حتى وقتنا الحالي، عبر اتفاق غير رسمي، على أساس نظام يعتمد التناوب المنهجي بين السلاطين التسعة؛ بينما كان في الأصل يعتمد على الأقدمية.
وفقًا للدستور الفدرالي لماليزيا، يُعتبر اليانغ دي-برتوان أغونغ الرئيس الأعلى للاتحاد (المادة 32). كرئيس دستوري، يتصرّف اليانغ دي-برتوان أغونغ بناءً على نصيحة رئيس الوزراء (المادة 40). يُناط اليانغ دي-برتوان أغونغ أو الملك العاهل بشكل أساسي بثلاث سلطات واسعة (جيونغ 2012):
- سلطة التنفيذ بناءً على نصيحة رئيس الوزراء ومجلس الوزراء ومؤتمر الحكام (المادة 32، 38، 40)
- سلطة التنفيذ على أساس سلطته التقديرية المخولة (دون موافقة أو تأثير أي سلطة أخرى)
- سلطة العفو (منح العفو)، وتأجيل وإرجاء تنفيذ الأحكام و/أو تحويل أو تعليق أو تخفيف الأحكام، بموجب البند (12) من المادة 42.

يعتبر اليانغ دي-برتوان أغونغ أيضًا القائد الأعلى للقوات المسلحة (أي الشرطة والجيش) في ماليزيا الاتحادية (المادة 41). وهو أيضًا رئيس العقيدة الإسلامية في ماليزيا.

## البرلمان الماليزي
البرلمان الماليزي الاتحادي هو الهيئة التشريعية العليا في ماليزيا، تم تأسيسه على أساس نظام وستمنستر خلال فترة الاستعمار البريطاني، وهو المعني بتشريع القوانين واختيار رئيس الوزراء، ويتكون من مجلسين الأول للنواب ويسمى ديوان راكايت ويتكون من 222 مقعد، ومجلس للشيوخ ويتكون من 70 مقعد، والملك أو السلطان يشكل العنصر الثالث في البرلمان ويتم اختيار السلطان بالتناوب ما بين العائلات الملكية التسع في الولايات التي تشكل الاتحاد الماليزي.